# 多迪·卢凯巴基奥
多迪·卢凯巴基奥·恩甘多利（荷蘭語：Dodi Lukebakio Ngandoli；1997年9月24日—）是剛果民主共和國裔比利時足球運動員，現效力於西甲球會西維爾，在場上司職邊鋒，代表比利時國家足球隊參加國際比賽。

## 俱乐部生涯

### 安德莱赫特
2015年10月25日，卢凯巴基奥完成职业生涯首秀，在对阵布鲁日的一场比甲联赛中于第79分钟替换登场，并帮助母队安德莱赫特以3比1取胜。同年12月7日，卢凯巴基奥签署了一份新的五年期合同。三天后，他便首次在欧洲联赛上亮相，于2比1战胜卡拉巴克的比赛中他于第66分钟替换伊莫·埃泽基尔出场。2016年1月29日，卢凯巴基奥第一次首发并打满全场，帮助安德莱赫特客场以2比1击败圣特雷登。同年2月28日，在以3比3战平标准列日的比赛中，他替换出场后于第74分钟射入职业生涯球，帮助安德莱赫特扳平了比分。

#### 租借至图卢兹
2016年8月31日，卢凯巴基奥与法国足球甲级联赛俱乐部图卢兹签订租借协议。次年1月8日，他在法国杯64强的比赛中首次代表该队亮相，作为替补于第58分钟替换奧拉·登场，但主队仍以1比2不敌奥林匹克马赛。卢凯巴基奥的法甲处子秀于1月14日完成，在这场0比1不敌南特的比赛中，他于第56分钟替换伊西亚加·西拉出场。在租借期满之前，卢凯巴基奥共代表图卢兹上阵6次，全部是作为替补登场。

#### 租借至沙勒罗瓦
2017年7月2日，卢凯巴基奥与比甲俱乐部沙勒罗瓦签订了为期一个赛季的租借协议。7月29日，他完成了在该队的首秀，帮助沙勒罗瓦主场以1比0击败科特赖克。8月5日，卢凯巴基奥在对阵穆斯克龙的比赛中梅开二度，帮助沙勒罗瓦客场以5比2取胜。11月5日，他又在客场以3比1战胜安特卫普的比赛中射入个人效力沙勒罗瓦的第三球。

### 沃特福德
2018年1月30日，卢凯巴基奥宣布与英格兰足球超级联赛俱乐部沃特福德签订了一份为期四年半的合同。同年2月10日，他在沃特福德客场以0比2不敌西汉姆联的比赛中首次亮相英超。

#### 租借至杜塞尔多夫
2018年7月23日，卢凯巴基奥与德国足球甲级联赛俱乐部福尔图娜杜塞尔多夫签订租借协议，于2018-19赛季为该队效力。2018年11月24日，卢凯巴基奥在以3比3逼平拜仁慕尼黑的比赛中包办己队全部入球，并因此成为了德甲历史上首位面对曼努埃尔·诺伊尔能够上演帽子戏法的球员。一个月后，他在2比1战胜普鲁士多特蒙德的比赛中再次破门，使得这支德甲领头羊遭遇了赛季的首次失利。

## 国家队生涯
卢凯巴基奥出生于比利时的一个刚果裔家庭，因此持有比利时及民主刚果的双重国籍。他起初是获得了民主刚果国家足球队的征召，于2016年10月4日以0比1不敌肯尼亚的友谊赛中完成国家队首秀。此后他转而代表比利时，截至2018年12月共代表比利時21歲以下國家足球隊出战12场国际比赛，并射入4球。

## 生涯统计
最後更新：2018年12月18日
| 俱乐部             | 赛季     | 联赛                 | 联赛 | 联赛 | 杯赛 | 杯赛 | 欧战 | 欧战 | 其它 | 其它 | 总计 | 总计 |
| 俱乐部             | 赛季     | 级别                 | 出场 | 入球 | 出场 | 入球 | 出场 | 入球 | 出场 | 入球 | 出场 | 入球 |
| ------------------ | -------- | -------------------- | ---- | ---- | ---- | ---- | ---- | ---- | ---- | ---- | ---- | ---- |
| 安德莱赫特         | 2015–16  | 比利时足球甲级联赛   | 17   | 1    | 0    | 0    | 1    | 0    | —    | —    | 18   | 1    |
| 图卢兹（租借）     | 2016–17  | 法国足球甲级联赛     | 5    | 0    | 1    | 0    | —    | —    | —    | —    | 6    | 0    |
| 图卢兹二队（租借） | 2016–17  | 法国足球业余乙级联赛 | 6    | 3    | —    | —    | —    | —    | —    | —    | 6    | 3    |
| 沙勒罗瓦（租借）   | 2017–18  | 比利时足球甲级联赛   | 19   | 3    | 1    | 0    | —    | —    | —    | —    | 20   | 3    |
| 沃特福德           | 2017–18  | 英格兰足球超级联赛   | 1    | 0    | —    | —    | —    | —    | —    | —    | 1    | 0    |
| 杜塞尔多夫（租借） | 2018–19  | 德国足球甲级联赛     | 14   | 7    | 2    | 4    | —    | —    | —    | —    | 16   | 11   |
| 生涯总计           | 生涯总计 | 生涯总计             | 62   | 14   | 4    | 4    | 1    | 0    | 0    | 0    | 67   | 18   |

1. ↑  于欧洲联赛出场